# Kenny Rogers
Kenny Rogers, all'anagrafe Kenneth Donald Rogers (Houston, 21 agosto 1938 – Colbert, 20 marzo 2020), è stato un cantante, fotografo e attore statunitense, membro della Country Music Hall of Fame.
Tra le sue canzoni più note sono da ricordare Just Dropped In (To See What Condition My Condition Was In), Lucille, The Gambler e Lady.
Ha ricoperto il ruolo di attore in numerosi film ed è comparso in spettacoli televisivi. Il suo nome è legato anche alla proprietà di una catena di ristoranti in franchising chiamata Kenny Rogers Roasters. Nel 1983 ha duettato con Dolly Parton nella canzone Islands in the Stream (scritta dai Bee Gees).

## Biografia
Rogers nacque in Texas nel 1938 da Lucille Lois Hester (1910–1991), aiutante infermiera, e Edward Floyd Rogers (1904–1975), carpentiere.
Negli anni '50 fece parte di un gruppo rockabilly chiamato The Scholars. Negli anni '60 suonò con Mickey Gilley, Eddy Arnold, The New Christy Minstrels e altri. Nel 1967 fondò il gruppo The First Edition, scioltosi nel 1976, anno in cui Rogers avviò la carriera da solista. Tra i maggiori successi del gruppo vi fu Just Dropped In (To See What Condition My Condition Was In).
Nel 1976 firmò un contratto con la United Artists e iniziò a collaborare col produttore Larry Butler. Il primo album fu l'eponimo Kenny Rogers, anticipato dal singolo Laura (What's He Got That I Ain't Got). Il brano Lucille (1977) e l'album The Gambler (1978) certificarono il successo dell'artista. Negli anni '70 registrò inoltre diversi album in duetto con Dottie West.
Duettò con Kim Carnes nel brano Don't Fall in Love with a Dreamer (1980). Subito dopo vide la luce il settimo album di Rogers, dal titolo Gideon, contenente il brano Lady, scritto da Lionel Richie che tornò a collaborare con lui nell'album Share Your Love (1981). Nel 1982 uscì Love Will Turn You Around, album contenente la hit omonima.
Duettò con Sheena Easton nella cover di We've Got Tonight di Bob Seger.
Nel 1983 uscì l'album Eyes That See in the Dark, prodotto da Barry  Gibb dei Bee Gees e contenente il brano Islands in the Stream, cantato in duetto con Dolly Parton. Seguì la pubblicazione di What About Me? (1984), album contenente il brano What About Me?, cantato con Kim Carnes e James Ingram.
Nel 1985 Rogers partecipò ad USA for Africa, un supergruppo di 45 celebrità della musica pop tra cui Michael Jackson, Lionel Richie, Stevie Wonder e Bruce Springsteen, cantando We Are the World prodotta da Quincy Jones e incisa a scopo benefico. I proventi raccolti con We Are the World furono devoluti alla popolazione dell'Etiopia, afflitta in quel periodo da una disastrosa carestia. Il brano vinse il Grammy Award come "canzone dell'anno", come "disco dell'anno", e come "miglior performance di un duo o gruppo vocale pop".
Nel gennaio 1987 fu uno dei conduttori degli American Music Awards a Los Angeles. L'anno seguente vinse il Grammy nella categoria "miglior collaborazione country vocale" insieme a Ronnie Milsap. Negli anni '90, oltre a continuare la sua produzione discografica, apparve in televisione in The Real West (1991-1994) e nei film televisivi della serie The Gambler. Fu altresì la guest star dell'episodio numero 18 della prima serie di La signora del West, dove interpretava un fotografo.
Nel 1998, il film Il grande Lebowski dei fratelli Coen usò Just Dropped In (To See What Condition My Condition Was In) nella colonna sonora.
Nel 1999 ritornò in classifica dopo diverso tempo con Buy Me a Rose, brano cantato insieme a Alison Krauss e Billy Dean e inserito nell'album She Rides Wild Horses, ventitreesimo album in studio dell'artista, uscito nel maggio '99. Pubblicò un nuovo album nel settembre 2003.
Dopo un paio di raccolte, nel 2006 firmò Water & Bridges, disco prodotto da Dann Huff e uscito per Capitol Nashville.
Nel 2013 è stato inserito nella Country Music Hall of Fame.
Il 20 marzo 2020, all'età di 81 anni, è morto per cause naturali nella sua casa a Sandy Springs, in Georgia.

## Discografia
Nella lista non sono inserite altre raccolte.
- 1976 - Love Lifted Me
- 1977 - Kenny Rogers
- 1977 - Daytime Friends
- 1978 - Ten Years of Gold (raccolta)
- 1978 - Love or Something Like It
- 1978 - The Gambler
- 1978 - Every Time Two Fools Collide (con Dottie West)
- 1979 - Kenny
- 1979 - The Kenny Rogers Singles Album (raccolta)
- 1979 - Classics (con Dottie West)
- 1980 - Greatest Hits (raccolta)
- 1980 - Gideon
- 1981 - Share Your Love
- 1981 - Christmas
- 1982 - Love Will Turn You Around
- 1983 - We've Got Tonight
- 1983 - 20 Greatest Hits (raccolta)
- 1983 - Eyes That See in the Dark
- 1984 - What About Me?
- 1984 - Duets (raccolta)
- 1984 - Once Upon a Christmas (con Dolly Parton)
- 1985 - The Heart of the Matter
- 1986 - They Don't Make Them Like They Used To
- 1987 - I Prefer the Moonlight
- 1989 - Something Inside So Strong
- 1989 - Christmas in America
- 1990 - Love Is Strange
- 1991 - Back Home Again
- 1993 - If Only My Heart Had a Voice
- 1994 - Timepiece (con David Foster)
- 1996 - Vote for Love
- 1996 - The Gift
- 1997 - Across My Heart
- 1998 - Christmas from the Heart
- 1999 - She Rides Wild Horses
- 2000 - There You Go Again
- 2003 - Back to the Well
- 2004 - Christmas with Kenny
- 2004 - 42 Ultimate Hits (raccolta)
- 2006 - 21 Number Ones (raccolta)
- 2006 - Water & Bridges
- 2006 - Christmas Collection
- 2011 - The Love of God
- 2012 - Amazing Grace
- 2012 - Christmas Live!
- 2013 - You Can't Make Old Friends
- 2015 - Once Again It's Christmas